# Алфред Г. Гилман
Алфред Гудман Гилман (енгл. Alfred Goodman Gilman; Њу Хејвен, 1. јул 1941 — Далас, 23. децембар 2015) био је амерички биохемичар и фармаколог, који се прославио открићем Г-протеина и улогом протеина у преносу сигнала у ћелијама. За ово откриће додељена му је Нобелова награда за физиологију или медицину, заједно са Мартином Родбелом 1994.